# FC Viitorul Konstanca
FC Viitorul Constanța (zkráceně a česky Viitorul Konstanca) je rumunský fotbalový klub sídlící ve městě Ovidiu u většího města Konstanca. Klub založil v roce 2009 bývalý slavný fotbalista Gheorghe Hagi. Klubové barvy jsou modrá a černá.

## Historie
Klub založil v roce 2009 bývalý slavný fotbalista Gheorghe Hagi, který je majitelem a zároveň trenérem. Hned začali hrát 3. ligu.
V roce 2010 hned vyhráli 3. ligu a postoupili do 2. ligy. V roce 2012 postoupili do 1. ligy.
Roku 2017 vyhráli 1. ligu a roku 2019 pohár.

## Úspěchy
- Liga I
  - Vítěz (1): 2016–17
- Cupa României
  - Vítěz (1): 2018–19
- Supercupa României
  - Vítěz (1): 2019